# Richard Winternitz

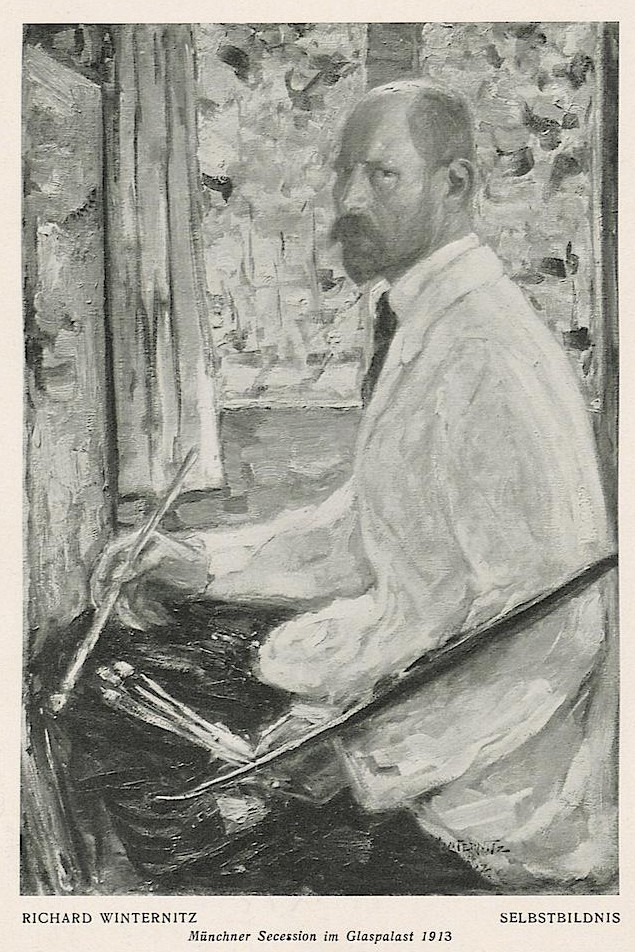
Selbstbildnis 1913

Richard Winternitz (* 20. Mai 1861 in Stuttgart; † 22. Oktober 1929 in München) war ein deutscher Maler des Impressionismus und Professor an der Kunstakademie München.

## Leben und Werk
Winternitz studierte in Stuttgart bei Jakob Grünenwald, Alexander von Liezen-Mayer und Friedrich von Keller.
1890 übersiedelt er nach München. Er zählte 1892 zu den Gründungsmitgliedern der Münchener Secession, war dort Schriftführer und nahm mehrmals bei Kunstausstellungen der Secession im Glaspalast teil. In München wurde er Professor an der  Kunstakademie. Er nahm 1904 als Mitglied des Sezessions-Ausschusses sowohl an der Leitung als auch als ausstellender Künstler an der ersten gemeinsamen Ausstellung des Deutschen Künstlerbundes im Kgl. Kunstausstellungsgebäude am Königsplatz teil.
Seine Bilder hängen in der Neuen Pinakothek und in der Lenbachgalerie in München sowie in der Secessions-Galerie Schleißheim.

## Galerie (Auswahl)

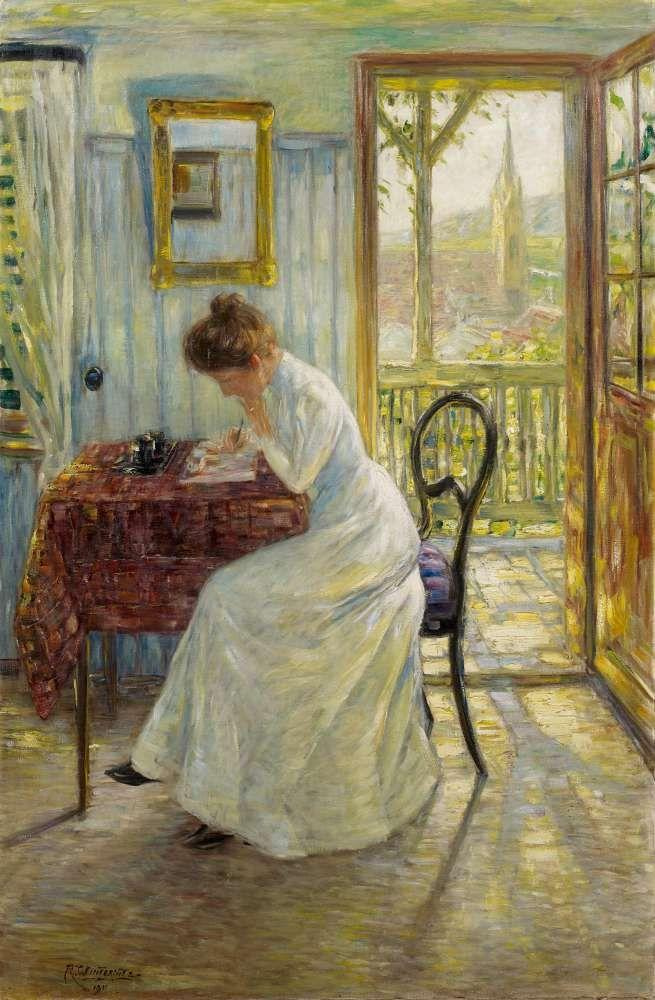
Interieur, 1901
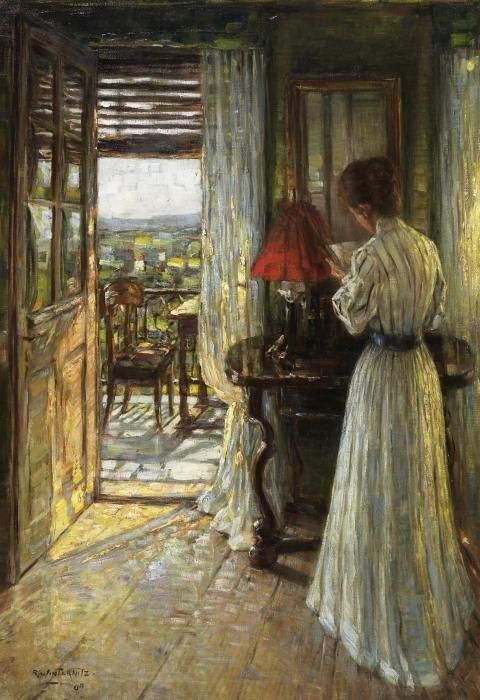
Die Lektüre, 1904
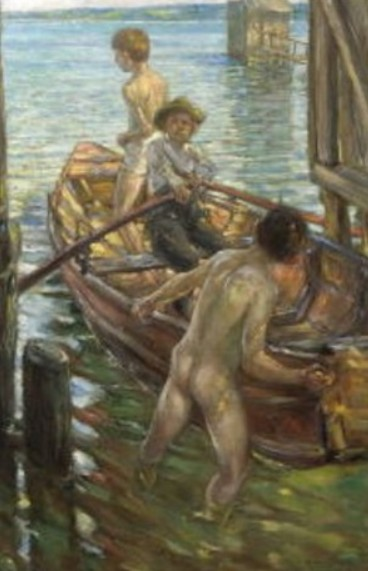
Im Sommer, 1907
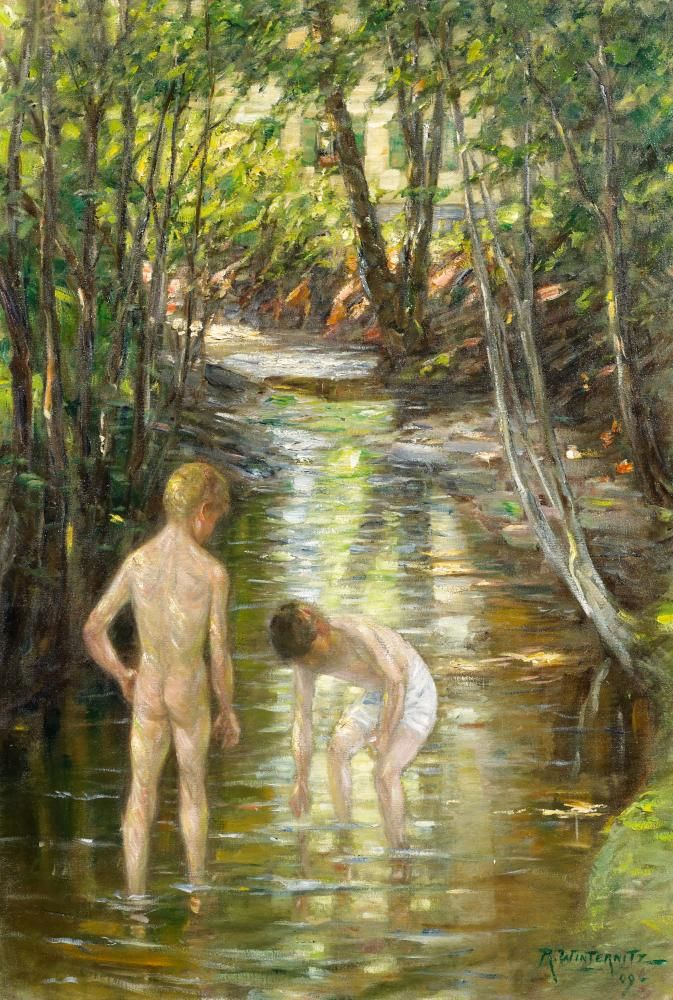
Zwei badende Jungen, 1909
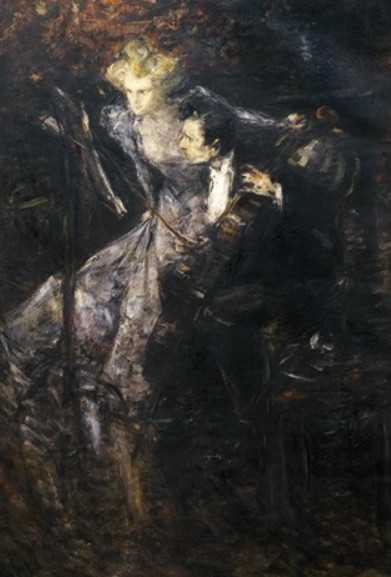
Intermezzo, 1923